# Arthur Theate
Arthur Nicolas R. Theate (IPA: [aʁtyʁ teat]; Liegi, 25 maggio 2000) è un calciatore belga, difensore dell'Eintracht Francoforte e della nazionale belga.

## Caratteristiche tecniche
Di ruolo difensore centrale, può giocare anche come terzino sinistro. Di piede mancino, è longilineo fisicamente. Abile in marcatura, dispone anche di buona tecnica e personalità. In più occasioni ha sovrastato fisicamente avversari strutturati.

## Carriera

### Club

#### Ostenda
Cresciuto nel settore giovanile di Genk e Standard Liegi, nel 2020, dopo essere stato scartato dalle 2 squadre in cui è cresciuto, viene acquistato dall'Ostenda, con cui firma un contratto triennale. Debutta fra i professionisti il 10 agosto in occasione dell'incontro di Pro League perso 2-1 contro il Beerschot VA; diventa in breve tempo un punto fermo della retroguardia della squadra, tanto che il 4 ottobre seguente realizza la sua prima rete, nell'ampia vittoria casalinga per 3-0 sul R.E. Mouscron.

#### Bologna
Il 26 agosto 2021 viene ceduto al Bologna con la formula del prestito con obbligo di riscatto fissato a 5 milioni di euro più 1 di bonus. Il 18 settembre successivo fa il suo esordio con i felsinei in Serie A contro l'Inter rilevando Lorenzo De Silvestri, ed al contempo segna anche il gol della bandiera, nella partita persa nettamente al Meazza per 6-1. Si ripete il 3 ottobre seguente nella vittoriosa gara casalinga per 3-0 contro la Lazio, siglando di testa il gol del momentaneo 2-0.

#### Rennes
Il 29 luglio 2022 viene ceduto al Rennes per 20 milioni di euro con un contratto per quattro stagioni.

#### Eintracht Francoforte
Il 17 agosto 2024 viene acquistato dall'Eintracht Francoforte.

### Nazionale
Il 6 ottobre 2021 a seguito dell'infortunio di Thorgan Hazard e grazie alle ottime prestazioni con i rossoblu, viene convocato dal commissario tecnico del Belgio Roberto Martínez, per la fase finale della Nations League 2020-2021. Debutta il 16 novembre seguente giocando da titolare la partita di Qualificazione ai Mondiali 2022, pareggiata 1-1, in casa del Galles.

## Statistiche

### Presenze e reti nei club
Statistiche aggiornate al 17 ottobre 2022.
| Stagione        | Squadra         | Campionato      | Campionato | Campionato | Coppe nazionali | Coppe nazionali | Coppe nazionali | Coppe continentali | Coppe continentali | Coppe continentali | Altre coppe | Altre coppe | Altre coppe | Totale | Totale | Totale |
| Stagione        | Squadra         | Comp            | Pres       | Reti       | Comp            | Pres            | Reti            | Comp               | Pres               | Reti               | Comp        | Pres        | Reti        | Pres   | Reti   |        |
| --------------- | --------------- | --------------- | ---------- | ---------- | --------------- | --------------- | --------------- | ------------------ | ------------------ | ------------------ | ----------- | ----------- | ----------- | ------ | ------ | ------ |
| 2020-2021       | Ostenda         | PL              | 29+6       | 3+2        | CB              | 2               | 0               | -                  | -                  | -                  | -           | -           | -           | 37     | 5      |        |
| ago. 2021       | Ostenda         | PL              | 3          | 0          | CB              | 0               | 0               | -                  | -                  | -                  | -           | -           | -           | 3      | 0      |        |
| Totale Ostenda  | Totale Ostenda  | Totale Ostenda  | 32+6       | 3+2        |                 | 2               | 0               |                    | -                  | -                  |             | -           | -           | 40     | 5      |        |
| 2021-2022       | Bologna         | A               | 31         | 2          | CI              | -               | -               | -                  | -                  | -                  | -           | -           | -           | 31     | 2      |        |
| 2022-2023       | Rennes          | L1              | 35         | 4          | CF              | 2               | 0               | UEL                | 5                  | 1                  | -           | -           | -           | 42     | 5      |        |
| 2023-2024       | Rennes          | L1              | 28         | 2          | CF              | 4               | 1               | UEL                | 8                  | 0                  | -           | -           | -           | 40     | 3      |        |
| Totale Rennes   | Totale Rennes   | Totale Rennes   | 63         | 6          |                 | 6               | 1               |                    | 13                 | 1                  |             | -           | -           | 82     | 8      |        |
| Totale carriera | Totale carriera | Totale carriera | 132        | 13         |                 | 8               | 1               |                    | 13                 | 1                  |             | -           | -           | 153    | 15     |        |

### Cronologia presenze e reti in nazionale
| Cronologia completa delle presenze e delle reti in nazionale ― Belgio | Cronologia completa delle presenze e delle reti in nazionale ― Belgio | Cronologia completa delle presenze e delle reti in nazionale ― Belgio | Cronologia completa delle presenze e delle reti in nazionale ― Belgio | Cronologia completa delle presenze e delle reti in nazionale ― Belgio | Cronologia completa delle presenze e delle reti in nazionale ― Belgio | Cronologia completa delle presenze e delle reti in nazionale ― Belgio | Cronologia completa delle presenze e delle reti in nazionale ― Belgio |
| Data                                                                  | Città                                                                 | In casa                                                               | Risultato                                                             | Ospiti                                                                | Competizione                                                          | Reti                                                                  | Note                                                                  |
| --------------------------------------------------------------------- | --------------------------------------------------------------------- | --------------------------------------------------------------------- | --------------------------------------------------------------------- | --------------------------------------------------------------------- | --------------------------------------------------------------------- | --------------------------------------------------------------------- | --------------------------------------------------------------------- |
| 16-11-2021                                                            | Cardiff                                                               | Galles                                                                | 1 – 1                                                                 | Belgio                                                                | Qual. Mondiali 2022                                                   | -                                                                     | 85’                                                                   |
| 26-3-2022                                                             | Dublino                                                               | Irlanda                                                               | 2 – 2                                                                 | Belgio                                                                | Amichevole                                                            | -                                                                     | 75’                                                                   |
| 11-6-2022                                                             | Cardiff                                                               | Galles                                                                | 1 – 1                                                                 | Belgio                                                                | UEFA Nations League 2022-2023                                         | -                                                                     | 61’                                                                   |
| 18-11-2022                                                            | Al Kuwait                                                             | Belgio                                                                | 1 – 2                                                                 | Egitto                                                                | Amichevole                                                            | -                                                                     | 71’                                                                   |
| 24-3-2023                                                             | Solna                                                                 | Svezia                                                                | 0 – 3                                                                 | Belgio                                                                | Qual. Euro 2024                                                       | -                                                                     | 86’                                                                   |
| 28-3-2023                                                             | Colonia                                                               | Germania                                                              | 2 – 3                                                                 | Belgio                                                                | Amichevole                                                            | -                                                                     |                                                                       |
| 17-6-2023                                                             | Bruxelles                                                             | Belgio                                                                | 1 – 1                                                                 | Austria                                                               | Qual. Euro 2024                                                       | -                                                                     |                                                                       |
| 20-6-2023                                                             | Tallinn                                                               | Estonia                                                               | 0 – 3                                                                 | Belgio                                                                | Qual. Euro 2024                                                       | -                                                                     | 88’                                                                   |
| 9-9-2023                                                              | Mərdəkan                                                              | Azerbaigian                                                           | 0 – 1                                                                 | Belgio                                                                | Qual. Euro 2024                                                       | -                                                                     |                                                                       |
| 12-9-2023                                                             | Bruxelles                                                             | Belgio                                                                | 5 – 0                                                                 | Estonia                                                               | Qual. Euro 2024                                                       | -                                                                     |                                                                       |
| 13-10-2023                                                            | Vienna                                                                | Austria                                                               | 2 – 3                                                                 | Belgio                                                                | Qual. Euro 2024                                                       | -                                                                     |                                                                       |
| 16-10-2023                                                            | Bruxelles                                                             | Belgio                                                                | 1 – 1                                                                 | Svezia                                                                | Qual. Euro 2024                                                       | -                                                                     |                                                                       |
| 15-11-2023                                                            | Lovanio                                                               | Belgio                                                                | 1 – 0                                                                 | Serbia                                                                | Amichevole                                                            | -                                                                     | 46’                                                                   |
| 19-11-2023                                                            | Bruxelles                                                             | Belgio                                                                | 5 – 0                                                                 | Azerbaigian                                                           | Qual. Euro 2024                                                       | -                                                                     | 22’ 60’                                                               |
| 26-3-2024                                                             | Londra                                                                | Inghilterra                                                           | 2 – 2                                                                 | Belgio                                                                | Amichevole                                                            | -                                                                     | 71’                                                                   |
| 22-6-2024                                                             | Colonia                                                               | Belgio                                                                | 2 – 0                                                                 | Romania                                                               | Euro 2024 - 1º turno                                                  | -                                                                     | 77’                                                                   |
| 26-6-2024                                                             | Stoccarda                                                             | Ucraina                                                               | 0 – 0                                                                 | Belgio                                                                | Euro 2024 - 1º turno                                                  | -                                                                     |                                                                       |
| 1-7-2024                                                              | Düsseldorf                                                            | Francia                                                               | 1 – 0                                                                 | Belgio                                                                | Euro 2024 - Ottavi di finale                                          | -                                                                     |                                                                       |
| 6-9-2024                                                              | Debrecen                                                              | Belgio                                                                | 3 – 1                                                                 | Israele                                                               | UEFA Nations League 2024-2025 - 1º turno                              | -                                                                     |                                                                       |
| 9-9-2024                                                              | Lione                                                                 | Francia                                                               | 2 – 0                                                                 | Belgio                                                                | UEFA Nations League 2024-2025 - 1º turno                              | -                                                                     |                                                                       |
| 10-10-2024                                                            | Roma                                                                  | Italia                                                                | 2 – 2                                                                 | Belgio                                                                | UEFA Nations League 2024-2025 - 1º turno                              | -                                                                     | 69’                                                                   |
| 14-10-2024                                                            | Bruxelles                                                             | Belgio                                                                | 1 – 2                                                                 | Francia                                                               | UEFA Nations League 2024-2025 - 1º turno                              | -                                                                     |                                                                       |
| 14-11-2024                                                            | Bruxelles                                                             | Belgio                                                                | 0 – 1                                                                 | Italia                                                                | UEFA Nations League 2024-2025 - 1º turno                              | -                                                                     | 71’                                                                   |
| 6-6-2025                                                              | Skopje                                                                | Macedonia del Nord                                                    | 1 – 1                                                                 | Belgio                                                                | Qual. Mondiali 2026                                                   | -                                                                     | 78’                                                                   |
| 9-6-2025                                                              | Bruxelles                                                             | Belgio                                                                | 4 – 3                                                                 | Galles                                                                | Qual. Mondiali 2026                                                   | -                                                                     | 46’                                                                   |
| Totale                                                                |                                                                       | Presenze                                                              | 25                                                                    |                                                                       | Reti                                                                  | 0                                                                     |                                                                       |

| Cronologia completa delle presenze e delle reti in nazionale ― Belgio under 21 | Cronologia completa delle presenze e delle reti in nazionale ― Belgio under 21 | Cronologia completa delle presenze e delle reti in nazionale ― Belgio under 21 | Cronologia completa delle presenze e delle reti in nazionale ― Belgio under 21 | Cronologia completa delle presenze e delle reti in nazionale ― Belgio under 21 | Cronologia completa delle presenze e delle reti in nazionale ― Belgio under 21 | Cronologia completa delle presenze e delle reti in nazionale ― Belgio under 21 | Cronologia completa delle presenze e delle reti in nazionale ― Belgio under 21 |
| Data                                                                           | Città                                                                          | In casa                                                                        | Risultato                                                                      | Ospiti                                                                         | Competizione                                                                   | Reti                                                                           | Note                                                                           |
| ------------------------------------------------------------------------------ | ------------------------------------------------------------------------------ | ------------------------------------------------------------------------------ | ------------------------------------------------------------------------------ | ------------------------------------------------------------------------------ | ------------------------------------------------------------------------------ | ------------------------------------------------------------------------------ | ------------------------------------------------------------------------------ |
| 4-6-2021                                                                       | Aqtöbe                                                                         | Kazakistan under 21                                                            | 1 – 3                                                                          | Belgio under 21                                                                | Qual. Europeo Under-21 2023                                                    | -                                                                              |                                                                                |
| 3-9-2021                                                                       | Bursa                                                                          | Turchia under 21                                                               | 0 – 3                                                                          | Belgio under 21                                                                | Qual. Europeo Under-21 2023                                                    | -                                                                              | 71’                                                                            |
| 12-10-2021                                                                     | Lovanio                                                                        | Belgio under 21                                                                | 1 – 0                                                                          | Danimarca under 21                                                             | Qual. Europeo Under-21 2023                                                    | -                                                                              |                                                                                |
| Totale                                                                         |                                                                                | Presenze                                                                       | 3                                                                              |                                                                                | Reti                                                                           | 0                                                                              |                                                                                |